# 高句麗の仏教
高句麗の仏教（こうくりのぶっきょう）は、高句麗で発展・展開した仏教の総称。

## 概要
いつ高句麗に仏教が齎されたのかについて、研究者の意見は一致しておらず、諸説ある。
1. 金富軾が撰した『三国史記』記載に基づき、372年に中国前秦の僧・順道によって仏教が高句麗に齎された。
2. 冬寿墓に描かれている蓮華文から、357年以前の4世紀中葉に高句麗に仏教が齎された。
3. 慧皎が撰した『高僧伝』に支遁（314年 - 366年）が高麗道人に与えた「与高麗道人書」が引かれており、高麗道人を高句麗の仏教徒とみて、366年以前に高句麗に仏教が齎された。
4. 慧皎が撰した『高僧伝』、崔致遠が撰した『鳳巌寺智証大師寂照塔碑』等の曇始記事から、東晋太元二十年（395年）に中国東晋の僧・曇始によって仏教が高句麗に齎された。
5. 慧皎が撰した『高僧伝』、崔致遠が撰した『鳳巌寺智証大師寂照塔碑』等の曇始記載、朝鮮半島で発見された高句麗の仏像資料等から、東晋太元末期（390年 - 396年）に中国後秦の僧・曇始によって仏教が高句麗に齎された。

## 記録
いつ高句麗に仏教が齎されたのかについての最古記録は、中国梁の慧皎が撰した『高僧伝』であり、「釈曇始は関中人なり。出家自り以後、多く異迹有り。晋孝武太元之末、経律数十部を賚り、遼東に往きて宣化し、三乗を顕授し、以て帰戒を立てり。蓋し高句驪道を聞く之始なり。義煕初、復た関中に還り、三輔を開導す。」と記載している。
朝鮮史料におけるいつ高句麗に仏教が齎されたのかについての最古記録は、崔致遠が撰した『鳳巌寺智証大師寂照塔碑』であり、仏教が朝鮮半島に伝わった過程を叙述するなかで、「昔、当東に鼎峙之秋表れ、百済に蘇塗之儀有り、甘泉の金人之祀の若し。厥の後西晋の曇始之を貊に始める、摂騰の東して入るが如く、句驪の阿度我に渡る、康会の南行するが如し」と記載し、西域僧・迦葉摩騰および竺法蘭が中国に仏教を齎したのと同様に、曇始によって高句麗に仏教が齎されたと述べている（なお、崔致遠は、曇始の時代を西晋と誤っている）。

## 考証
高句麗の仏像資料は、中国、北朝鮮、韓国のいずれでも発見されており、1985年に中国人研究者は国内城で金銅仏を発見した。北朝鮮で発見された仏像資料の一部は1945年以前の日本人研究者による高句麗仏寺発掘の出土品であり、韓国で発見された高句麗仏像の多くは採集品である。高句麗の仏像資料年代は、ソウル市纛島で発見された纛島金銅仏像以外は、5世紀初めを上らないが、李裕群は、纛島金銅仏は5世紀初めに中国東北部で製作されたものと主張しており、金元龍も、纛島金銅仏は中国から舶載した可能性が非常に高いと主張している。しかし、纛島金銅仏の出土地周囲はいずれも百済墓制・遺跡が位置し、高句麗遺跡・遺物は発見されていないため、纛島金銅仏は高句麗仏像ではない。以上から、慧皎が撰した『高僧伝』、崔致遠が撰した『鳳巌寺智証大師寂照塔碑』、高句麗の仏像資料等から、東晋太元末期（390年 - 396年）に中国後秦の僧・曇始によって仏教が高句麗に齎された可能性が高く、曇始は、関中を出発して陸路で遼西に到り、遼東を経て高句麗に入国している。